# Zéfiro
Zéfiro (Portugiesisch für: Zephyr) ist ein halbdokumentarischer Spielfilm des portugiesischen Filmregisseurs José Álvaro Morais aus dem Jahr 1993. Er beleuchtet die Geschichte Lissabons als Teil Portugals und des Mittelmeerraums anhand eines fliehenden Mörders.

## Handlung
Während ein Erzähler die lange Geschichte der Stadt Lissabon am Fluss Tejo darlegt und durch Episoden und Geschichten mit Leben füllt, sieht der Zuschauer einen im Affekt an einer Frau begangenen Mord als Schatten im nächtlichen Lissabon und den danach fliehenden Mörder, wie er an Alltagsszenen und an historischen und weniger historischen Orten Lissabons und des Tejo-Deltas vorbei kommt. Er wird dabei Augenzeuge von Alltagsszenen aus vergangenen Jahrhunderten. Sowohl die Schatten des Mordes als auch Orte seiner Flucht beobachtet ein Marineoffizier, der wie der weltreisende Mittelmeerkapitän Corto Maltese aussieht.
Der Erzähler widerlegt, aus historisch-humanistischer Sicht agierend, verschiedene heroisierende Klischees über die Reconquista, stellt soziologische und kulturhistorische Aspekte des Geschichtsverlaufs heraus, ordnet die Geschichte der Religionen im heutigen Portugal neu ein und geht dem Verhältnis Portugals zum Mittelmeerraum nach, dass sich von dem der unmittelbaren Mittelmeerländer, aber auch dem des nördlicheren Europas unterscheidet.
Währenddessen stößt der rastlos vor GNR- und PSP-Polizei auf gestohlenen Motorrädern und mit Hilfe von Passanten Fliehende immer weiter auf heutige Spuren dieses steinernen und kulturellen Erbes dieser Erläuterungen. So begegnet er dem Rancho de Cantadores de Aldeia Nova de São Bento, ein Männerchor des maurisch beeinflussten Cante-alentejano-Gesangs (seit 2014 Weltkulturerbe), der ihn zufällig von einer GNR-Streife abschirmt, er kommt durch archäologische Ausgrabungsstätten aus verschiedenen Epochen, eine kommunistische Landarbeiter-Gruppe auf einem Lastwagen in dem seit Reconquista-Tagen von Großgrundbesitz geprägten Alentejo fährt an ihm vorbei, und er erreicht den Ort Mértola mit seinen ehemals bis nach Tunis und Jerusalem reichenden Geschäftsverbindungen, wo er schließlich von einem Fischerboot aufgenommen wird, das ihn möglicherweise an einen Fischereihafen der Algarve oder nach Marokko mitnimmt.
Am Ende erläutert der Erzähler weitere Aspekte der Geschichte Lissabon, in der der Stadtpatron und zwei Raben vorkommen. Er steht dabei an der gleichen Stelle im nächtlichen Lissabon, in der am Filmanfang der Mord geschah, und wieder ruft eine Frau um Hilfe während die Schatten verraten, dass sie von einem Mann bedrängt wird. Sie kann jedoch zum Erzähler fliehen, der den Angreifer in die Flucht schlägt. Der Erzähler führt seine Ausführungen währenddessen weiter aus, jedoch widerspricht ihm nun die selbstbewussten Frau, die in soeben vom Erzähler beschriebenen typischen Lissabonner Symbolen bekleidet ist, und sie nennt stattdessen heutige Bezugspunkte statt der weitgehend vergessenen historischen (u. a. der heute als Stadtheiliger verehrte Santa António statt des ursprünglichen Stadtheiligen São Vicente). Sie entschwindet dem ratlos schauenden Erzähler, der zwei Raben verscheucht und der vorbeifahrenden Straßenbahn Lissabons hinterher eilt. Der Film endet mit Reflexionen des verschwundenen Erzählers über das besondere geografisch-kulturelle Selbstverständnis Lissabons und Portugals.

## Rezeption
Der Film hatte im August 1993 Premiere, beim Locarno Film Festival. In Portugal wurde er erstmals am 16. Juni 1994 gezeigt, in der Cinemateca Portuguesa, und hatte am 16. September 1994 seinen Kinostart.
Der Film erschien 2005 auf DVD, im Rahmen einer Werkschau des 2004 verstorbenen Regisseurs und dort als Teil des Bonusmaterials zur DVD des Films Peixe Lua, bei ZON/Lusomundo.